# Clonistria annulipes
Clonistria annulipes är en insektsart som beskrevs av Rehn, J.A.G. och Morgan Hebard 1938. Clonistria annulipes ingår i släktet Clonistria och familjen Diapheromeridae. Inga underarter finns listade i Catalogue of Life.